# 一个英雄
是2021年上映的伊朗电影，由阿斯哈·法哈蒂执导、编剧，阿米尔·贾迪迪、莫森·塔纳班德和阿里雷萨·贾汉迪德主演。影片入选第74屆坎城影展竞赛单元，夺得评审团大奖。影片代表伊朗角逐第94届奥斯卡金像奖最佳国际影片奖。

## 剧情
拉辛（阿米爾賈迪迪飾）因為欠債而入獄，在為期兩天的假釋裡，他的女友意外撿到一個裝有17枚金幣的手提包。拉辛原本想把這些金幣轉賣還債，但是可賣出的金額卻遠遠不夠還債。因此，拉辛決定轉而尋找手提包的主人，希望能藉此獲得一些獎金，沒想到他的這項“義舉”卻意外在社群媒體上爆紅......。

## 阵容
- 阿米尔·贾迪迪（英语：Amir Jadidi） 饰 拉希姆（Rahim）
- 莫森·塔纳班德（英语：Mohsen Tanabandeh） 饰 巴拉姆（Bahram）
- 阿里雷萨·贾汉迪德（Alireza Jahandideh）饰 侯赛因（Hossein）
- 萨哈·戈尔多斯特（Sahar Goldoost）饰 法尔洪德（Farkhondeh）
- 费蕾什特·萨德雷·奥拉法伊（英语：Fereshteh Sadre Orafaee） 饰 拉德梅尔夫人（Mrs. Radmehr）
- 萨里娜·法尔哈迪 饰 纳赞宁（Nazanin）[6]

## 制作
纪念影业（Memento Films）于2020年柏林欧洲电影市场买下法哈蒂剧本版权。影片于2020年6月进入前期制作阶段，2020年12月开始拍摄，在设拉子进行。2021年4月，消息指亚马逊工作室买下影片在美国的发行权。

## 发行
2021年7月13日，影片在第74屆坎城影展首映，参与角逐金棕榈奖。影片还获选为第52届印度国际电影节闭幕影片，2021年11月28日放映。

## 评价

### 专业评价
影片在汇总媒体网站烂番茄上收获30条评论，新鲜度97%，平均得分8/10。网站共识写道：“《一个英雄》显示出身编剧的导演阿斯哈·法哈蒂再度与沉重的主题进行搏斗，而不断涌现的观众让其成为赢家。”在Metacritic，影片收获14条评论，平均得分80/100，表示“普遍好评”。

### 奖项
| 年份 | 大奖                   | 奖项            | 提名者                              | 结果 |
| ---- | ---------------------- | --------------- | ----------------------------------- | ---- |
| 2021 | 戛纳电影节             | 金棕榈奖        | 阿斯哈·法哈蒂                       | 提名 |
| 2021 | 戛纳电影节             | 评审团大奖      | 阿斯哈·法哈蒂                       | 獲獎 |
| 2021 | 戛纳电影节             | 弗朗索瓦·查莱奖 | 阿斯哈·法哈蒂                       | 獲獎 |
| 2021 | 亚太电影奖             | 最佳影片        | 亚历山大·马利特-盖伊、阿斯哈·法哈蒂 | 提名 |
| 2021 | 亚太电影奖             | 最佳导演        | 阿斯哈·法哈蒂                       | 獲獎 |
| 2021 | 亚太电影奖             | 最佳剧本        | 阿斯哈·法哈蒂                       | 提名 |
| 2021 | 亚太电影奖             | 最佳男演员      | 阿米尔·贾迪迪                       | 提名 |
| 2021 | 巴利亚多利德国际电影节 | 最佳影片        | 阿斯哈·法哈蒂                       | 提名 |
| 2021 | 蒙特克莱尔电影节       | 最佳剧情片      | 阿斯哈·法哈蒂                       | 提名 |
| 2021 | 圣达菲独立电影节       | 最佳剧情片      | 阿斯哈·法哈蒂                       | 獲獎 |
| 2021 | 哈菲兹奖               | 最佳影片        | 亚历山大·马利特-盖伊、阿斯哈·法哈蒂 | 獲獎 |
| 2021 | 哈菲兹奖               | 最佳电影导演    | 阿斯哈·法哈蒂                       | 獲獎 |
| 2021 | 哈菲兹奖               | 最佳电影剧本    | 阿斯哈·法哈蒂                       | 獲獎 |
| 2021 | 哈菲兹奖               | 最佳电影男演员  | 阿米尔·贾迪迪                       | 獲獎 |
| 2021 | 哈菲兹奖               | 最佳电影男演员  | 莫森·塔纳班德                       | 提名 |
| 2021 | 哈菲兹奖               | 最佳电影女演员  | 萨哈·戈尔多斯特                     | 提名 |
| 2021 | 哈菲兹奖               | 最佳电影摄影    | 阿里·加齐                           | 提名 |
| 2021 | 哈菲兹奖               | 最佳电影剪辑    | 海德·萨菲亚里                       | 獲獎 |
| 2022 | 卫星奖                 | 最佳原创剧本    | 阿斯哈·法哈蒂                       | 待定 |
| 2022 | 卫星奖                 | 最佳外语片      | 《一个英雄》                        | 待定 |
| 2022 | 國家評論協會獎         | 最佳外語片      | 《一个英雄》                        | 獲獎 |